# Julia Piotrowska
Julia Piotrowska (ur. 23 maja 1996 w Gdańsku) – polska siatkarka, grająca na pozycji środkowej. 
Jej o 5 lat starszy brat Mateusz, również jest siatkarzem.

## Sukcesy klubowe

### młodzieżowe
Mistrzostwa Polski Kadetek:
- 2013

Mistrzostwa Polski Juniorek:
- 2013[6], 2014[7]

Młoda Liga Kobiet:
- 2015[8]

### seniorskie
Superpuchar Polski:
- 2017

Puchar Polski:
- 2018

Liga Siatkówki Kobiet:
- 2018

## Sukcesy reprezentacyjne
Mistrzostwa Europy Wschodniej EEVZA Juniorek:
- 2013[9]

## Nagrody indywidualne
- 2013: Najlepsza blokująca turnieju finałowego Mistrzostw Polski Kadetek[10]
- 2014: Najlepsza blokująca turnieju finałowego Mistrzostw Polski Juniorek